# Baai van Chimbote

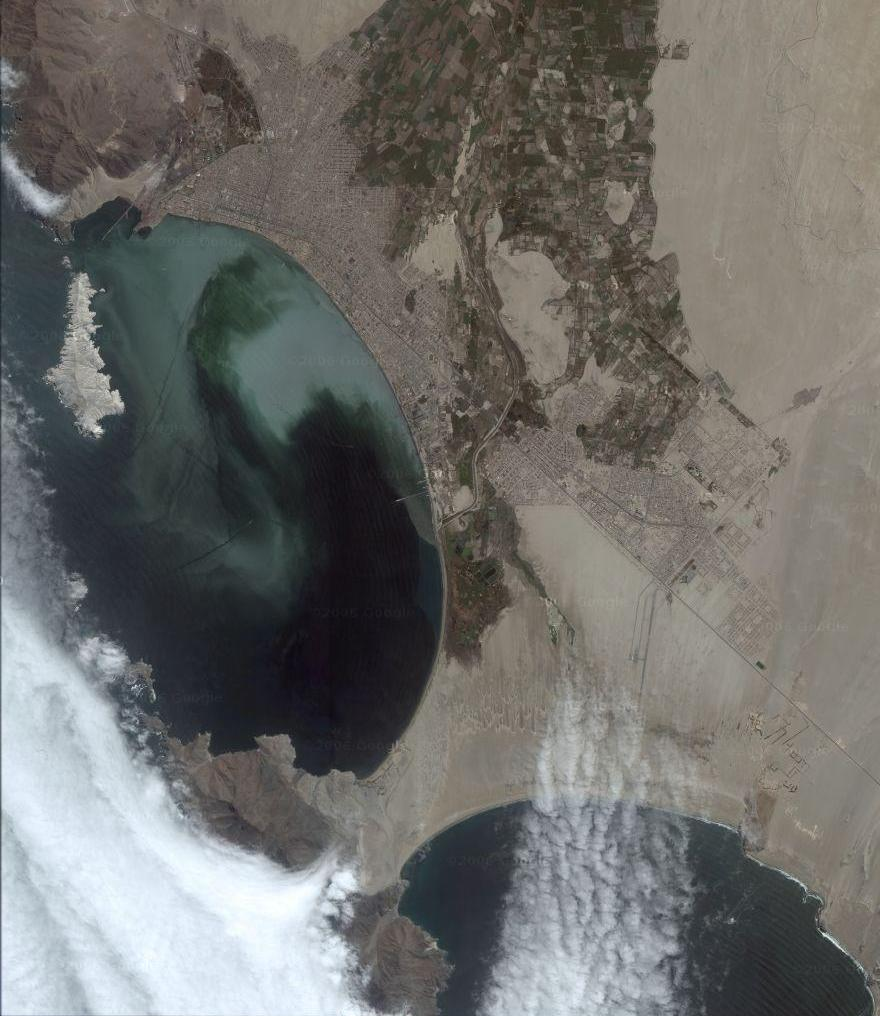
Satellietbeeld van de baai

De Baai van Chimbote is een baai bij de Peruaanse vissersstad Chimbote en deel van de Grote Oceaan. De baai is een natuurlijke haven.
Vanaf de berg Cerro de la Juventud is een panoramisch zicht op de baai mogelijk.
De Baai van Chimbote is de grootste en op 1 na zuidelijkste baai, na Santa Bay, van een reeks toegangen tot de Stille Oceaan. De baai ligt aan de kust van de provincies Casma en Santa in het departement Ancas. Het is een toegang tot de oceaan tussen de Cerro de la Juventud en het Ferrol-schiereiland, in het noorden besloten door Isla Blanca en in het zuiden door de Ferroleilanden. Chimbote is een belangrijke en traditionele vissersplaats. In de laatste helft van de 20e eeuw was er sprake van vervuiling door vismeelfabrieken. De Lacramarca-rivier mondt uit in de baai.

## Referentie
- (es)  IMARPE - Prospección bioceanográfica en el litoral de la Provincia del Santa: Delimitación de zonas de pesca artesanal, bancos naturales de invertebrados y áreas propuestas para maricultura ( 07-12 y 14-16 de junio de 2005).